# Gabriel Gonnet
Pour les articles homonymes, voir Gonnet.
Gabriel Gonnet né le 18 janvier 1931 à Saint-Just-d'Avray (Rhône) et mort le 23 juin 1982 à Lyon, est un prêtre du diocèse de Lyon, aumônier national de la Fédération sportive et culturelle de France de 1979 à 1982, année de son décès.

## Biographie
Gabriel Gonnet, deuxième enfant d'une famille de tisseur, effectue ses études à la manécanterie de Claveisolles puis au petit et au grand séminaire de Lyon. Il est ordonné prêtre le 12 décembre 1957 par le cardinal Pierre Gerlier.

### Service diocésain
Gabriel Gonnet assume diverses tâches d'aumôneries et d'enseignement à Oullins. À la suite de son ordination, il est préfet de discipline chargé des sports au petit séminaire et assume cette tâche pendant 10 ans jusqu'en 1968.
À cette date, il est nommé aumônier et responsable des sports à l'école mixte Notre-Dame du Bon Conseil, toujours à Oullins. Cet important établissement féminin d'enseignement créé en 1815 par les sœurs de Saint-Charles passe aux sœurs de l’enfant Jésus en 1947. L’établissement, plus connu au niveau local comme « la Camille », est sous tutelle diocésaine et sous contrat d’association avec l’état ; ses effectifs atteignent 900 élèves (maternelle, primaire et collège). En 1970 Gabriel Gonnet contribue au passage à la mixité et à la bonne marche de l'établissement jusqu'à sa nomination comme aumônier à la Fédération sportive et culturelle de France (FSCF) en 1979.

### La Fédération sportive et culturelle de France
Gabriel Gonnet est déjà aumônier du comité départemental du Rhône de la FSCF quand il est appelé à succéder à Michel Viot au niveau national le 1er octobre 1979. C'est un sportif accompli dont la carrière de basketteur se déroule à l'Union générale sportive de l'enseignement libre (UGSEL) et à l’Élan de Lyon.
La découverte puis l'évolution rapide de la maladie qui l'emporte le 23 juin 1982, à 51 ans, laissent la FSCF et l'Union du Rhône désemparées ; ses funérailles sont célébrées le 26 juin 1982. C'est un franc-comtois, Jean-Marie Sarron qui lui succède au début de l'année 1983.

## Publication
- Gabriel Gonnet et René Chanelière (ill. Maurice Montet), Autrefois Saint-Just-d'Avray, Association des amis de Saint-Just-d'Avray, 1978, 55 p. (ASIN B0014LZX24)